# Amomum muricarpum
Amomum muricarpum är en enhjärtbladig växtart som beskrevs av Adolph Daniel Edward Elmer. Amomum muricarpum ingår i släktet Amomum och familjen Zingiberaceae. Inga underarter finns listade i Catalogue of Life.